# Čilipi
Čilipi est une ville située dans la région sud-ouest du Konavle, faisant partie du comitat de Dubrovnik-Neretva, à 24 km de Dubrovnik et à 5 km de la ville de Cavtat. Čilipi se situe à proximité de l'aéroport de Dubrovnik. Par tradition, le dimanche après la messe, entre 9 h et 12 h, des groupes folkloriques se produisent sur la place de l'église Saint-Nicolas, patron du village.

## Histoire
Čilipi fait partie dès 1426, de la république de Raguse (en croate : Dubrovnik ). Pendant la guerre entre 1991 et 1992, les armées serbe-monténégrines détruisent la ville en l'incendiant et expulsent les habitants. 122 maisons ou édifices ont été entièrement incendiés et rasés. La ville est libérée à l'automne de 1992. La région est connue pour ses figues sèches, son brandy aux fines herbes et ses broderies.

## Géographie
La ville se situe à 22 km de Dubrovnik et à 6 km de l'aéroport de Dubrovnik.

## Démographie
Évolution démographique de 1857 à 2001;
- 1857=867 habitants
- 1869=822 habitants
- 1880=821 habitants
- 1890=889 habitants
- 1900=860 habitants
- 1910=844 habitants
- 1921=813 habitants
- 1931=871 habitants
- 1948=837 habitants
- 1953=802 habitants
- 1961=781 habitants
- 1971=771 habitants
- 1981=806 habitants
- 1991=867 habitants
- 2001=838 habitants
- 2011=

## Économie
La ville est desservie par transports bus « Libertas » : ligne 31 allant de Cavtat à Vitaljina et s'arrête à Čilipi 

## Culture et patrimoine
- Musée ethnographique de Konavle présentant des objets, bijoux et costumes folkloriques de la région [4].

### Fêtes

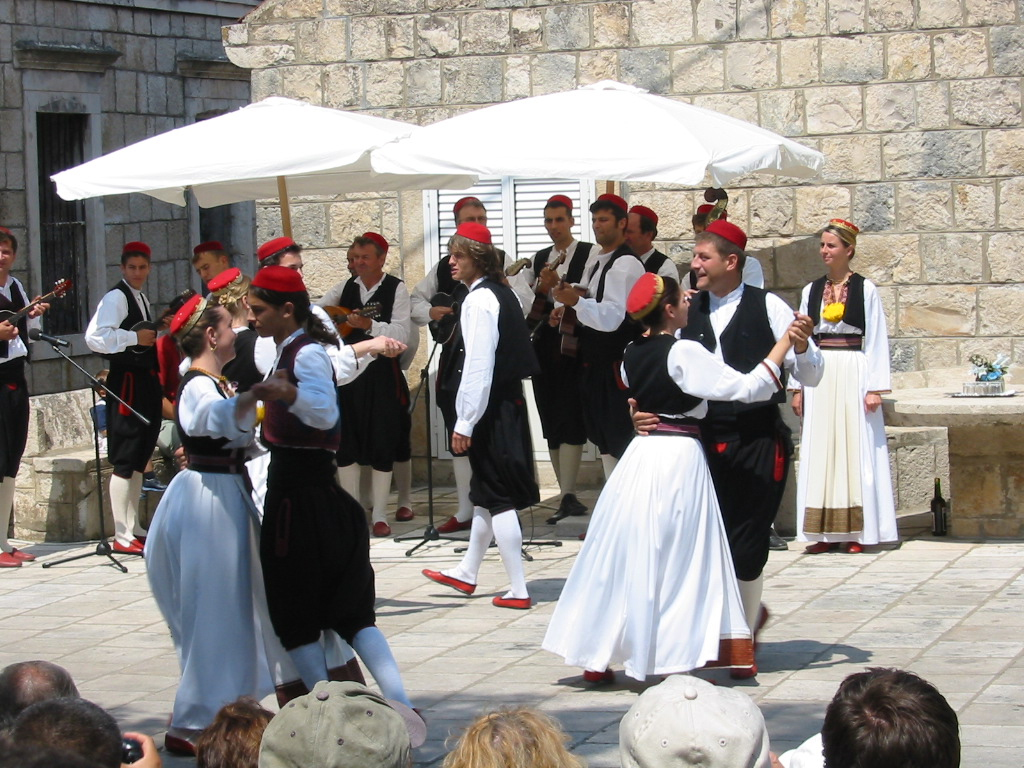
Danses folkloriques

### Monuments religieux
- Église paroissiale Saint Nicolas

## Sources
- (hr) Cet article est partiellement ou en totalité issu de l’article de Wikipédia en croate intitulé « Čilipi » (voir la liste des auteurs).